# دردسرهای شیرین
دردسرهای شیرین  مجموعه تلویزیونی است به کارگردانی سهیل موفق و تهیه کنندگی سیدعلی اکبر محمودی مهریزی که در عید نوروز ١۴٠١ از شبکه پنج پخش شد تیتراژ این سریال توسط فریدون اسرایی با اهنگسازی امیرعباس عباسیان و مجتبی مصری با ترانه ای از عبدالجبار کاکایی اجرا شده است.

## داستان
سریال دردسرهای شیرین به کارگردانی سهیل موفق در زندگی زوج جوانی است که در طول زندگی مشترک شان با چالش هایی مواجه می شوند و اتفاقات عجیب و غریبی برای آنها رخ می‌دهد
که گاه زمین می‌خورند و بلند می‌شوند اما کسی نمی داند که سرنوشت برای آنها چه چیزی رقم زده است